# Andrea de Meuron
Andrea de Meuron (* 2. Oktober 1973; heimatberechtigt in Bern) ist eine Schweizer Politikerin (Grüne bzw. GFL Bern).

## Leben
Andrea de Meuron machte eine Ausbildung zur eidgenössisch diplomierten Metallographin und eine CAS-Weiterbildung im Bereich Nachhaltige Mobilität und Raumplanung an der Universität Bern. Sie arbeitete von 1992 bis 1993 als Fachspezialistin Luftschadstoffemissionsmessungen beim Amt für Umweltschutz und Lebensmittelkontrolle der Stadt Bern und von 1993 bis 1996 als Projektleiterin bei Rolex SA in Biel/Bienne. Von 1996 bis 2009 arbeitete de Meuron als Projektleiterin im Gebiet der Schadensfallanalytik und Prozessoptimierung bei der Eidgenössischen Materialprüfungs- und Forschungsanstalt Empa in Dübendorf und Thun und von 2006 bis 2015 war sie Geschäftsleiterin der Regionalgruppe Thun-Oberland des Verkehrs-Club der Schweiz VCS. Ab 2009 arbeitete sie als Bereichsleiterin Mobilität und Gesundheit bei der rundum mobil GmbH Thun, wo sie seit 2012 Gesellschafterin und Mitglied der Geschäftsleitung ist.
De Meuron lebt in Partnerschaft und hat zwei Kinder. Sie wohnt in Thun.

## Politik
De Meuron war von 2007 bis Ende 2018 Mitglied des Stadtrates (Legislative) von Thun, wo sie von 2007 bis 2010 der Sachkommission Sicherheit und von 2010 bis 2018 der Sachkommission Stadtentwicklung angehörte, welcher sie von 2010 bis 2011 als Präsidentin vorstand. Von 2012 bis 2017 war sie Fraktionspräsidentin der Grünen Thun. 2014 wurde sie in den Grossen Rat des Kantons Bern gewählt, wo sie seit 2015 Mitglied der Gesundheits- und Sozialkommission und seit 2016 Mitglied des Büros des Grossen Rates ist. Seit 2017 ist de Meuron Fraktionspräsidentin der Grünen. Sie war von 2005 bis 2018 im Vorstand der Grünen Thun und von 2009 bis 2016 Präsidentin der Grünen Region Thun. Sie war von 2007 bis 2012 Stiftungsrätin der Stiftung gegen Gewalt an Frauen und Kindern und von 2009 bis 2013 Mitglied der kantonalen Fachkommission für Gleichstellung. Von 2007 bis 2013 war de Meuron Vorstandsmitglied des VCS Sektion Bern und von 2015 bis 2018 Präsidentin des VCS Thun-Oberland.
De Meuron wurde 2018 in den Gemeinderat (Exekutive) von Thun gewählt, wo sie die neu geschaffene Direktion Finanzen, Ressourcen und Umwelt übernahm. Ihr unterstehen die Finanzverwaltung, das Personalamt, die Informatikdienste, das Bauinspektorat sowie die Fachstelle Umwelt, Energie und Mobilität.